# Staryj Krym (Siedlung städtischen Typs)
Staryj Krym (ukrainisch Старий Крим; russisch Старый Крым/Stary Krym) ist eine Siedlung städtischen Typs in der Oblast Donezk im Osten der Ukraine am Ufer des Kaltschyk (Кальчик) in 93 Kilometern Entfernung zum nordöstlich gelegenen Oblastzentrum Donezk und 9 Kilometer vom südöstlich gelegenen Stadtzentrum von Mariupol entfernt.

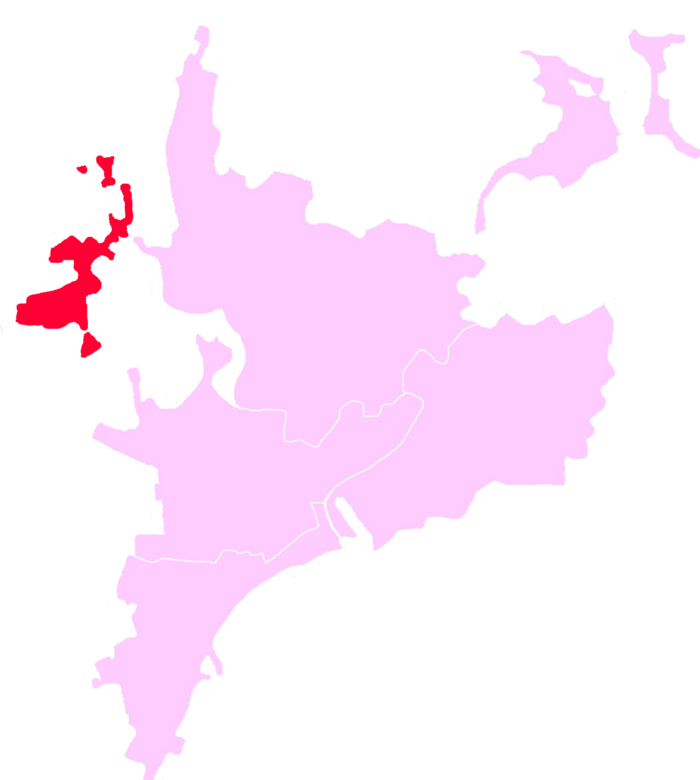
Lage von Staryj Krym innerhalb der Stadtgrenzen von Mariupol

Die etwa 6000 Einwohner zählende Siedlung wurde 1780 zum ersten Mal schriftlich erwähnt, 1938 erhielt die Ortschaft den Status einer Siedlung städtischen Typs.
Am 12. Juni 2020 wurde die Siedlung ein Teil der neugegründeten Stadtgemeinde Mariupol Bis dahin war sie im Stadtrajon Kalmius ein Teil der Stadtratsgemeinde Mariupol, die direkt unter Oblastverwaltung stand.
Am 17. Juli 2020 wurde der Ort ein Teil des Rajons Mariupol.